# Coroados (São Paulo)
Coroados é um município brasileiro do interior do estado de São Paulo. Sua população estimada em 2024 era de 5 498 habitantes.

## História
As terras onde hoje se encontra o município de Coroados, até a década de 1920, eram cobertas por floresta tropical densa e habitadas por índios da etnia caingangue, os quais também eram conhecidos por "coroados".

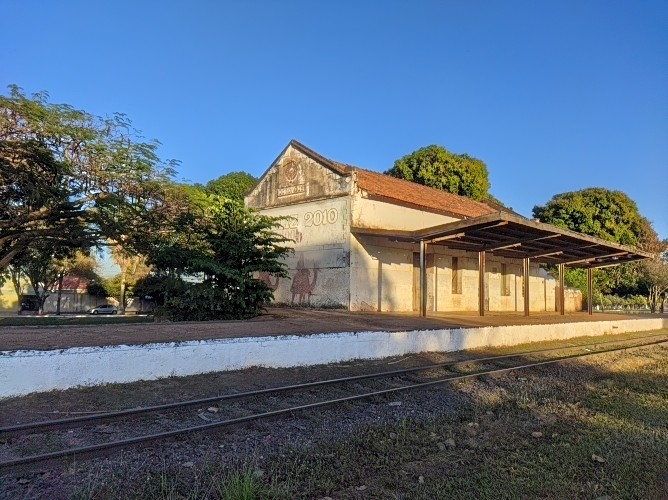
Estação ferroviária.

Como reflexo da construção da Estrada de Ferro Noroeste do Brasil (N.O.B) iniciada em 1905, o interesse nas terras da região, baratas e propícias para a expansão da cafeicultura, cresceu rapidamente, atraindo companhias imobiliárias, como a São Paulo Land and Lumber Colonization Co., cujo diretor, o escocês Roberto Willian Clark foi o fundador em 1921 da povoação de Coroados.
A povoação foi elevada a distrito de paz do município de Birigui em 30 de dezembro de 1925 e à categoria de município em 29 de dezembro de 1928, tendo José Maria dos Reis como o primeiro prefeito.

## Geografia
Localiza-se a uma latitude 21º21'07" sul e a uma longitude 50º16'53" oeste, estando a uma altitude de 409 metros. Possui uma área de 246,544 km².

### Hidrografia
- Rio Tietê

### Rodovias
- SP-300

### Ferrovias
- Linha Tronco da antiga Estrada de Ferro Noroeste do Brasil [6]

## Demografia

### População
| Crescimento populacional                             | Crescimento populacional | Crescimento populacional | Crescimento populacional |
| Ano                                                  | População Total          |                          | %±                       |
| ---------------------------------------------------- | ------------------------ | ------------------------ | ------------------------ |
| 1934                                                 | 12 828                   |                          | —                        |
| 1937                                                 | 13 715                   |                          | 6,9%                     |
| 1940                                                 | 14 784                   |                          | 7,8%                     |
| 1946                                                 | 16 550                   |                          | 11,9%                    |
| 1950                                                 | 21 813                   |                          | 31,8%                    |
| 1958                                                 | 5 196                    |                          | −76,2%                   |
| 1960                                                 | 7 526                    |                          | 44,8%                    |
| 1970                                                 | 6 592                    |                          | −12,4%                   |
| 1980                                                 | 5 648                    |                          | −14,3%                   |
| 1991                                                 | 6 009                    |                          | 6,4%                     |
| 2000                                                 | 4 417                    |                          | −26,5%                   |
| 2010                                                 | 5 238                    |                          | 18,6%                    |
| 2022                                                 | 5 400                    |                          | 3,1%                     |
| Est. 2024                                            | 5 498                    | [ 7 ]                    | 1,8%                     |
| Fontes: Censos Demográficos IBGE e Estimativas SEADE |                          |                          |                          |

### Dados demográficos
Dados do Censo - 2000
População Total: 4.417
- Urbana: 3.308
- Rural: 1.109
- Homens: 2.217
- Mulheres: 2.200

Densidade demográfica (hab./km²): 17,91
Mortalidade infantil até 1 ano (por mil): 9,47
Expectativa de vida (anos): 75,07
Taxa de fecundidade (filhos por mulher): 1,97
Taxa de Alfabetização: 90,02%
Índice de Desenvolvimento Humano (IDH-M): 0,802
- IDH-M Renda: 0,692
- IDH-M Longevidade: 0,835
- IDH-M Educação: 0,880

(Fonte: IPEADATA)

## Política e administração
- Prefeito(a): Terezinha Aparecida Castilho Varoni (2017/2024)
- Vice-prefeito: Roberto Carvalho Pinto

## Infraestrutura

### Comunicações
O sistema de telefones automáticos foi inaugurado na cidade em 1981 pela Telecomunicações de São Paulo (TELESP), que também implantou o sistema de discagem direta à distância (DDD) em 1986 com o código de área (0186). Anteriormente a cidade era atendida pela Companhia de Telecomunicações do Estado de São Paulo (COTESP).
Na década de 90 o código DDD da cidade foi alterado para (018), para padronização do sistema telefônico com a telefonia celular que estava sendo implantada em todo o estado.

## Religião
O Cristianismo se faz presente na cidade da seguinte forma:

### Igreja Católica
- A igreja faz parte da Diocese de Araçatuba.[16]

### Igrejas Evangélicas
Entre as igrejas protestantes históricas, pentecostais e neopentecostais, encontram-se na cidade:
- Assembleia de Deus Ministério do Belém.[19][20]
- Congregação Cristã no Brasil.[21]